# فیورلا بتی
فیورلا بتی (ایتالیایی: Fiorella Betti؛ ۱۸ آوریل ۱۹۲۷ – ۲ نوامبر ۲۰۰۱) بازیگر و صداپیشه اهل ایتالیا بود.
از فیلم‌ها یا برنامه‌های تلویزیونی که وی در آن نقش داشته‌است، می‌توان به زیبای خفته، دو تپانچه مگنوم ۳۸ برای شهری از اشرار و یک توپ و یازده مرد اشاره کرد.